# Mario Adorf
Mario Adorf (Zürich, 8 september 1930) is een Duitse toneel- en filmacteur.

## Jeugd en opleiding
Mario Adorf is het buitenechtelijke kind van de uit de Eifel afkomstige Duitse röntgenassistente Alice Adorf en de gehuwde Italiaanse chirurg Matteo Menniti uit Calabrië. Hij groeide op bij zijn moeder in Mayen, waar hij na de lagere school het stedelijk gymnasium voltooide. Vanaf 1950 studeerde hij aan de universiteit van Mainz filosofie, psychologie, criminologie, literatuur, muziekgeschiedenis en theaterwetenschap.
In 1953 ging hij voor de voortgang van zijn studie naar Zürich en werkte daar als figurant en regie-assistent bij het Schauspielhaus Zürich. Kort daarna beëindigde hij zijn studie. Er volgde een toneelopleiding aan de Otto Falckenberg-school in München. In 1954 trad hij meermaals op bij de Münchner Kammerspiele. In navolging van zijn acteursopleiding had Adorf van 1955 tot 1962 een verbintenis als acteur bij de Münchner Kammerspiele.

## Carrière
Na enkele kleine filmrollen werd hij door zijn vertolking van een psychopathische vrouwenmoordenaar in Nachts, wenn der Teufel kam algemeen bekend. Daarna werd hij jarenlang voor schurkenrollen gecontracteerd. In Winnetou 1. Teil speelde hij de rol van Winnetou's kwaadaardige tegenstander Santer, die Winnetous zus Nscho-tschi (Marie Versini) neerschoot. Tijdens een interview in 2013 verklaarde Adorf, dat mensen hem tot op de dag van vandaag op die rol aanspreken en hem vertellen, hem deze filmdaad niet te kunnen vergeven. In de krimi-komedie Die Herren mit der weißen Weste vertolkte hij de crimineel Bruno "Dandy" Stiegler.
Successen vierde hij ook bij de internationale bioscoop. Zijn artistieke repertoire drukte zich meestal uit in karakters, die tussen knechten, criminelen, edele maffiosi en eerbare signeurs liggen. Opvallend is ook Adorfs voorkeur voor de Italiaanse cultuur. In de Italiaanse film Die Ermordung Matteottis (van Florestano Vancini, 1973) speelde hij Benito Mussolini. Daarentegen kon Adorf ook zijn komisch talent meermaals onder bewijs stellen.
Daarnaast kreeg hij verbintenissen bij de Junge Deutsche Film. Aldus vertolkte hij in Die Verlorenen Ehre der Katharina Blum de louche commissaris Beizmenne en in Die Blechtrommel de vader Matzerath. Vanaf het midden van de jaren 80 wijzigde zich zijn filmimago en werd hij de ideale vertolker van patriarchen, in het bijzonder van machtige ondernemers, zoals in de vierdelige film Der große Bellheim.
Adorf trad op in talrijke tv-films, voornamelijk in die van regisseur Dieter Wedel en hield zich bezig als theateracteur. In 2007 behoorde hij onder voorzitterschap van de Amerikaanse filmmaker Paul Schrader tot de jury van het Internationaal filmfestival van Berlijn. In meer dan 50 jaar heeft Adorf in meer dan 120 films meegespeeld. In de laatste jaren trad hij bovendien meermaals als boekauteur in de schijnwerpers. Bovendien was hij ook als synchroonspreker werkzaam en leende hij zijn stem aan de draak uit Dragonheart.
Zijn grootste wens is het om in een verfilming over het leven van Karl Marx de hoofdrol te mogen spelen. Hij voorspelde het einde van het kapitalisme.

## Privéleven
Zijn eerste echtgenote was de actrice Lis Verhoeven. Uit deze relatie werd dochter Stella (later eveneens een actrice) geboren. Sinds 1985 is Adorf voor de tweede keer getrouwd.

## Verdere activiteiten
Adorf sprak in 1999 de proloog voor Die Krone der Schöpfung van Udo Jürgens, dat werd opgenomen met de Berliner Philharmoniker. Bovendien sprak hij in het zelfde jaar de Rechter van de doden in de musical Elisabeth in Essen.
Zijn bijzondere verbondenheid aan Mayen, zijn geboortestad, leverde hem steeds weer plaatselijke verplichtingen op, zoals het beschermheerschap bij de aldaar plaatsvindende Burgfestspiele. Van de stad Mayen kreeg hij in 2001 het ereburgerschap.
Sinds 30 augustus 2004 is Adorf erelid van voetbalvereniging Alemannia Aachen.
Adorf houdt zich sinds 2009 bezig als ambassadeur voor een goed gehoor voor de ontstigmatisering van slechthorenden. Samen met een fabrikant van hoortoestellen streeft hij naar een positieve omgang met hoortoestellen en voor de vroegtijdige herkenning en de nivellering van gehoorstoornissen.
Zijn archief bevindt zich in het archief van de Akademie der Künste in Berlijn.

## Filmografie (selectie)

### Bioscoopfilms
- 1954 - 08/15
- 1955 - 08/15 Zweiter Teil
- 1955 - 08/15 in der Heimat
- 1956 - Kirschen in Nachbars Garten
- 1956 - Robinson soll nicht sterben
- 1956 - La ragazza della salina
- 1957 - Nachts, wenn der Teufel kam (Robert Siodmak)
- 1958 - Schwester Bonaventura
- 1958 - Das Mädchen Rosemarie
- 1958 - Der Arzt von Stalingrad (Géza von Radványi)
- 1959 - Das Totenschiff
- 1959 - Am Tag, als der Regen kam
- 1960 - Bumerang
- 1960 - Le gout de la violence
- 1960 - Qui êtes-vous, Monsieur Sorge?
- 1960 - Schachnovelle
- 1960 - Mein Schulfreund (Robert Siodmak)
- 1961 - A cavallo della tigre (Luigi Comencini)
- 1962 - Straße der Verheißung
- 1962 - Freddy und das Lied der Südsee
- 1962 - Lulu
- 1963 - Station Six-Sahara
- 1963 - Die endlose Nacht
- 1963 - Moral 63
- 1963 - Der letzte Ritt nach Santa Cruz
- 1963 - La visita (Antonio Pietrangeli)
- 1963 - Winnetou – 1. Teil (Apache Gold) (Harald Reinl)
- 1964 - Vorsicht Mister Dodd
- 1964 - Die Goldsucher von Arkansas
- 1964 - Major Dundee
- 1965 - Operación Estambul
- 1965 - Tierra de fuego
- 1965 - Guerre secrète
- 1965 - Die Herren
- 1966 - Ganovenehre
- 1965 - Major Dundee (Sam Peckinpah)
- 1965 - Le soldatesse (Valerio Zurlini)
- 1965 - The Dirty Game (Terence Young)
- 1965 - Io la conoscevo bene (Antonio Pietrangeli)
- 1965 - Ten Little Indians (George Pollock)
- 1966 - Operazione San Gennaro (Dino Risi)
- 1967 - Una rosa per tutti (Franco Rossi)
- 1967 - Tendres requins (Michel Deville)
- 1967 - Questi fantasmi (Renato Castellani)
- 1968 - Engelchen macht weiter - hoppe, hoppe Reiter
- 1968 - …e per tetto un cielo di stelle
- 1968 - Le dolci signore (Luigi Zampa)
- 1969 - Maßnahmen gegen Fanatiker
- 1969 - La tenda rossa (Michail Kalatozov)
- 1969 - Gli specialisti (Sergio Corbucci)
- 1970 - L'uccello dalle piume di cristallo (Dario Argento)
- 1970 - Die Herren mit der weißen Weste (Wolfgang Staudte)
- 1970 - Cran d'arrêt (Yves Boisset)
- 1970 - L'arciere di fuoco
- 1970 - Deadlock
- 1971 - La corta notte delle bambole di vetro
- 1971 - La polizia ringrazia
- 1971 - Un'anguilla da trecento milioni (Salvatore Samperi)
- 1972 - König, Dame, Bube
- 1972 - La violenza: quinto potere
- 1972 - Milano calibro 9 (Fernando Di Leo)
- 1972 - King, Queen, Knave (Jerzy Skolimowski)
- 1972 - La mala ordina Fernando Di Leo)
- 1972 - Quando le donne persero la coda
- 1973 - Il delitto Matteotti (Florestano Vancini)
- 1973 - Die Reise nach Wien (Edgar Reitz)
- 1973 - Sans sommation
- 1974 - La polizia chiede aiuto
- 1974 - Processo per direttissima
- 1974 - La faille
- 1975 - Warum bellt Herr Bobikow?
- 1975 - MitGift
- 1975 - La faille (Peter Fleischmann)
- 1975 - Die verlorene Ehre der Katharina Blum (Volker Schlöndorff)
- 1976 - Cuore di cane (Alberto Lattuada)
- 1976 - Bomber & Paganini
- 1977 - Gefundenes Fressen
- 1977 - Der Hauptdarsteller
- 1977 - Tod oder Freiheit
- 1977 - Io ho paura (Damiano Damiani)
- 1978 - Deutschland im Herbst
- 1978 - Fedora (Billy Wilder)
- 1979 - Die Blechtrommel (Volker Schlöndorff)
- 1979 - L'empreinte des géants (Robert Enrico)
- 1979 - Milo Milo
- 1981 - Lola (Rainer Werner Fassbinder)
- 1981 - La disubbidienza
- 1982 - Les tilleuls de Lautenbach
- 1982 - La côte d’amour
- 1982 - Invitation au voyage
- 1983 - State buoni se potete
- 1983 - Rapports de classe
- 1985 - Coconuts
- 1985 - Marie Ward – Zwischen Galgen und Glorie
- 1985 - The Holcroft convenant (John Frankenheimer)
- 1986 - Momo (Johannes Schaaf)
- 1986 - The Second Victory
- 1986 - La ragazza del lilla
- 1987 - Rausch der Verwandlung
- 1987 - Notte italiana
- 1987 - Des Teufels Paradies
- 1989 - Try this One for Size (Guy Hamilton)
- 1989 - Francesco (Liliana Cavani)
- 1989 - I ragazzi di via Panisperna (Gianni Amelio)
- 1989 - Maxantino
- 1989 - La Luna negra
- 1989 - La troppola
- 1989 - Eppur si muove
- 1990 - Rosamunde
- 1990 - Gioco di società
- 1990 - Mio caro Dottor Gräsler
- 1990 - Café Europa
- 1990 - De moeder (Gleb Panfilov)
- 1990 - Jours tranquilles à Clichy (Claude Chabrol)
- 1991 - Pizza Colonia
- 1993 - Bauernschach
- 1993 - Spion in Schwarz
- 1993 - Maus und Katz
- 1994 - Felidae
- 1994 - Il piccolo Lord
- 1996 - Alles nur Tarnung
- 1996 - Dragonheart (synchronisatie van Draco)
- 1997 - Rossini – oder die mörderische Frage, wer mit wem schlief
- 1997 - Alle für die Mafia
- 1997 - Die furchtlosen Vier (synchronisatie van Fred der Esel)
- 1997 - Smilla's Sense of Snow (Bille August)
- 1998 - La quindicesima epistola
- 1998 - Comeback für Freddy Baker
- 1999 - Ama il tuo nemico
- 2000 - Il piccolo Lord, parte seconda
- 2002 - Epsteins Nacht
- 2003 - I ragazzi della via Pal
- 2004 - Vera – Die Frau des Sizilianers
- 2005 - Es ist ein Elch entsprungen
- 2006 - Karol Wojtyła – Geheimnisse eines Papstes
- 2008 - Kleiner Dodo (Thilo Rothkirch en Ute von Münchow-Pohl)
- 2008 - Die Rote Zora
- 2009 - Same Same But Different
- 2011 - Gegengerade
- 2015 - Der Liebling des Himmels
- 2012 - Die Libelle und das Nashorn
- 2013 - Die Erfindung der Liebe
- 2014 - Der letzte Mentsch
- 2016 - Schubert in Love

### Televisie
- 1956: Termin Julia wird gehalten
- 1963: Die zwölf Geschworenen
- 1972: Le avventure di Pinocchio (miniserie)
- 1981: The Little World of Don Camillo
- 1982: Marco Polo (miniserie)
- 1982: Smiley’s People (miniserie)
- 1985: Via Mala
- 1986: Kir Royal
- 1986: Mino – Ein Junge zwischen den Fronten
- 1988: Heimatmuseum
- 1989: La Piovra 4
- 1990: Die Kaltenbach-Papiere (deel 1 Sharon, deel 2 Eva)
- 1991–1996: Fantaghirò
- 1991: Ex und hopp – Ein böses Spiel um Liebe, Geld und Bier
- 1991–1992: Rio Verde
- 1993: Der große Bellheim
- 1993: König der letzten Tage
- 1993–1994: Amigomio
- 1996: Der Schattenmann
- 1996: Tresko – Der Maulwurf
- 1996: Tresko – Im Visier der Drogenmafia
- 1996: Tresko – Amigo Affäre
- 1999: Caraibi
- 2002: Die Affäre Semmeling
- 2005: Enigma – Eine uneingestandene Liebe
- 2007: Rosa Roth – Der Tag wird kommen
- 2007: Winnetou darf nicht sterben (dokumentaire film)
- 2010: Der letzte Patriarch
- 2010: Das Geheimnis der Wale
- 2012: Die lange Welle hinterm Kiel
- 2013: Krokodil
- 2013: Pinocchio
- 2014: Altersglühen – Speed Dating für Senioren
- 2016: Winnetou – Der Mythos lebt
- 2018: Einmal Sohn, immer Sohn
- 2018: Karl Marx – der deutsche Prophet
- 2019: Alle für die Mafia
- 2019: Alte Bande

## Hoorspelen
- 1956: Hans Rothe: Zwischen Erde und Himmel (Ronny Flannery) – Regie: Heinz-Günter Stamm (origineel hoorspel)
- 1956: Oda Schaefer: Libellenbucht (Detlev) – Regie: Heinz-Günter Stamm
- 1958: Werner Prym: Serenade in Mi und Mau. Ein Bericht über die Katzen von Rom (Armand) – Regie: Heinz-Günter Stamm
- 1958: Paul Claudel: Der seidene Schuh oder Das Schlimmste trifft nicht immer zu. Spanische Handlung in vier Tagen (4e deel: vierde dag) (Manuelito) – Regie: Otto Kurth
- 1958: Ingeborg Bachmann: Der gute Gott von Manhattan (barman) – Regie: Fritz Schröder-Jahn (origineel hoorspel)
- 1958: Johannes Hendrich: Lauter Engel um Monsieur Jacques – Regie: Heinz-Günter Stamm
- 1959: Marcel Pagnol: Madame Aurélie oder Die Frau des Bäckers (Dominique) – Regie: Heinz-Günter Stamm
- 1959: Stefan Zweig: Schachnovelle (Czentovic) – Regie: Werner Hausmann
- 1960: Lew Tolstoi: Katjuscha (Menjschow) – Regie: Heinz-Günter Stamm
- 1960: Josef Martin Bauer: Geronimo und die Räuber (Vencento Dellaverena) – Regie: Heinz-Günter Stamm (origineel hoorspel)
- 1961: Aischylos: Die Perser (Xerxes) – Regie: Friedrich Siems
- 1961: Rudyard Kipling: Fischerjungen (2 delen) – Regie: August Everding
- 1964: Werner Helmes: Die Scherbe des Bacchus (Schrater, David) – Regie: Rudolf Jürgen Bartsch (origineel hoorspel)
- 1976: Rolf und Alexandra Becker: Verbrich mir nichts: Dickie Dick Dickens & Co. (5e seizoen: 1 tot 4 en 6e aflevering) (Habakuk Benevuti) – Regie: Peter M. Preissler (originele hoorspelen)
- 1989: Karl Bruckmaier: Front. Menschen im Kriegszustand (soldaat) – Regie: Karl Bruckmaier

## Werken
Vertellingen en verhalen
- 1994: Der Dieb von Trastevere. Geschichten aus Italien. Kiepenheuer & Witsch, Köln 1994, ISBN 3-462-02330-6
- 1996: Der Fenstersturz und andere merkwürdige Geschichten. Kiepenheuer & Witsch, Köln, ISBN 3-462-02576-7.
- 2000: Der römische Schneeball. Wahre und erfundene Geschichten. Kiepenheuer & Witsch, Köln, ISBN 3-462-03036-1.
- 2003: Der Fotograf von San Marco: Die italienischen Erzählungen. Kiepenheuer & Witsch, Köln, ISBN 3-462-03354-9.

Herinneringen
- 1992: Der Mäusetöter. Unrühmliche Geschichten. Autobiographie, Kiepenheuer & Witsch, Köln, ISBN 3-462-02160-5.
- 2004: Himmel und Erde. Unordentliche Erinnerungen. Goldmann Verlag, München 2005, ISBN 3-442-15329-8.
- 2005: Mit einer Nadel bloß. Über meine Mutter. Goldmann Verlag, München 2007, ISBN 3-442-15410-3.
- 2005: Bilder meines Lebens, mit Ergänzungen von Peter Berling, Helmut Dietl, Günter Grass, Kiepenheuer & Witsch, Köln, ISBN 978-3-462-03620-6. (autobiografische fotodokumentatie)
- 2015: Schauen Sie mal böse: Geschichten aus meinem Schauspielerleben. Kiepenheuer & Witsch, Köln, ISBN 3-462-04827-9.

Gesprek / Interview
- Gero von Boehm: Mario Adorf. 13. September 2006. Interview in: Begegnungen. Menschenbilder aus drei Jahrzehnten. Collectie Rolf Heyne, München 2012, ISBN 978-3-89910-443-1, S. 379–388

## Geluidsdragers
- 1994: Al dente – Live fragmenten uit het 'Al Dente' programma, Alte Oper Frankfurt. München: BMG records, EAN 743211990721
- 1996: Schön bös – Adorf zingt Kreisler. München: BMG records, EAN 74321403742
- 1998: Mario Adorf leest Christiane Kohl: Der Jude und das Mädchen – Eine verbotene Freundschaft in Nazideutschland. Hamburg: Hoffmann en Campe, ISBN 978-3-442-12968-3
- 2001: Briefwechsel Federico Fellini Georges Simenon – Lezing met Otto Sander (125 min bij Kein und Aber Records, Zürich 2001) ISBN 978-3-0369-1104-5
- ca. 2004: Mario Adorf leest Gerhart Hauptmann Bahnwärter Thiel. Berlijn: Wortstark, ISBN 3-920111-21-4
- 2004: Mario Adorf leest Himmel und Erde. München: Der Hörverlag, ISBN 3-89940-428-9
- 2004: Mario Adorf leest Der Fotograf von San Marco. München: Der Hörverlag, ISBN 3-89940-201-4
- 2004: Mario Adorf leest Der Fenstersturz. München: Der Hörverlag, ISBN 3-89940-454-8
- 2005: Mario Adorf leest Der römische Schneeball. München: Der Hörverlag, ISBN 3-89940-545-5
- 2006: Mario Adorf leest Maupassant: Unter den Olivenbäumen. München: Süddeutsche Zeitung, ISBN 978-3-86615-367-7
- 2007: Schmidt. von Louis Begley. Random House Audio, ISBN 978-3-86604-750-1.
- 2007: Mario Adorf leest Casanova, Wiedersehen mit einer großen Liebe. München: LangenMüller, ISBN 978-3-7844-4135-1
- 2007: Joseph Roth: Die Legende vom heiligen Trinker. Zürich: Diogenes-Verlag, ISBN 978-3-257-80158-3
- 2008: Weihnachten mit Mario Adorf – Die schönsten Weihnachtsgeschichten & Lieder. Hamburg: Tchibo GmbH
- 2008: Mario Adorf leest Alexander Granach, Da geht ein Mensch. München: Kunstmann, ISBN 978-3-88897-542-4
- 2008: Tod und Teufel, hoorspel. München: Der Hörverlag, ISBN 978-3-86717-321-6
- 2010: Mario Adorf leest die Lieblingsballaden der Deutschen. Verlag Herder, ISBN 978-3-451-31607-4.
- 2010: Mario Adorf leest Claire Din, Flügel der Liebe. LC-23025, AM09107
- 2011: Adorf leest Goethe. Verlag Herder, ISBN 978-3-451-31892-4.
- 2023: Adorf leest Stefan Zweig. BUCHFUNK, ISBN 978-3-86847-647-7.

## Filmdocumentaties
- Lebenslänglich Schauspieler – 65 Jahre Mario Adorf Filmporträt van Ilona Kalmbach. Deutschland 1995 (ARD, eigen produktie van WDR), 45 Minuten.
- Die Besten im Westen – Mario Adorf. Filmportret van Ulrike Brincker. Deutschland 2008 (WDR), 45 Minuten.
- Es hätte schlimmer kommen können – Mario Adorf. Bioscoop-dokumentaire film van Dominik Wessely. Deutschland 2019, 98 Minuten

- Biblioteca Nacional de España: XX1487144
- Bibliothèque nationale de France: cb13929487q (data)
- Gemeinsame Normdatei: 119066564
- International Standard Name Identifier: 0000 0001 1450 1429
- Library of Congress Control Number: n91109329
- MusicBrainz: 037f5cc3-2560-4571-9444-957397b6b214
- Nationale Bibliotheek van Tsjechië: ola2002142113
- Nationale Bibliotheek van Israël: 987007325128705171
- Nationale Bibliotheek van Polen: a0000003798094
- Nederlandse Thesaurus van Auteursnamen: 088683826
- Istituto Centrale per il Catalogo Unico: RAVV221273
- Système universitaire de documentation: 05547652X
- Virtual International Authority File: 84954675
- WorldCat: E39PBJgd7mwTmFvhxKhJwfX68C